# Маслов, Михаил Иванович
Михаил Иванович Маслов (род.  29 декабря 1948, село Двулучное Уразовского района, теперь Курской области, Российская Федерация) — украинский деятель, советский военный. Народный депутат Украины 1-го созыва.

## Биография
Родился в семье служащих, русский.
С 1967 года — военнослужащий срочной службы Прикарпатского военного округа.
С 1968 до 1972 года — курсант Львовского высшего военно-политического училища.
Член КПСС с 1972 по 1991 год.
В 1972-1976 годах — начальник солдатского клуба 19 укрепленного района Забайкальского военного округа. В 1976-1979 годах — заместитель командира батальона по политчасти Забайкальского военного округа. В 1979-1983 годах — заместитель командира отдельного танкового батальона Группы советских войск в Германской Демократической Республике. В 1983-1984 годах — заместитель командира мотострелкового полка по политической части Группы советских войск в Германской Демократической Республике. В 1984-1985 годах — заместитель командира мотострелкового полка по политической части Белорусского военного округа.
В 1985 году окончил Военно-политическую академию имени Ленина, офицер-политработник.
В 1986-1988 годах — офицер-политработник Ограниченного контингента советских войск в Афганистане.
С 1989 по 1991 год — заместитель начальника по политической части Центрального военного санатория «Хмельник» Винницкой области.
18.03.1990 избран народным депутатом Украины, 2-й тур 70,26% голосов, 4 претендента. Председатель подкомиссии Комиссии ВР Украины по делам ветеранов, пенсионеров, инвалидов, репрессированных, малообеспеченных.
Женат, имеет детей.
Затем — в отставке. Генеральный директор ООО «Герат» (город Хмельник Винницкой области), член СПС-СВЕЧА.

## Награды
- орден Красной Звезды
- орден «За службу Родине в Вооруженных Силах СССР» III ст.
- медаль «За боевые заслуги»

Награжден также медалями «От благодарного Афганского народа», грамотой Президиума ВС СССР «Воину-интернационалисту».